# Uživatelské zařízení
Uživatelské zařízení (anglicky User equipment, UE) je v terminologii sítí Universal Mobile Telecommunications System (UMTS) a Long Term Evolution (LTE) jakékoli zařízení používané přímo koncovým uživatelem ke komunikaci v rámci sítě. Může to být mobilní telefon, přenosný počítač opatřený mobilním širokopásmovým adaptérem nebo jiné zařízení, které se připojuje k základnové stanici Node B nebo eNodeB definované v doporučeních ETSI řady 125 a 136 a 3GPP řady 25 a 36. Zhruba odpovídá mobilní stanici (MS) v systémech GSM.
Rádiové rozhraní mezi UE a Node B se nazývá Uu.

## Funkcionalita
UE vykonává následující úlohy pro jádro sítě:
- Mobility management (správa mobility)
- Call control (řízení volání)
- Správa relací
- Správa identit

Odpovídající protokoly jsou přes Node B přenášeny transparentně, tj. Node B informace nemění, nepoužívá je ani jim nerozumí. Tyto protokoly patří do skupiny protokolů Non Access Stratum.
UE je zařízení, které iniciuje všechna spojení a je koncovým zařízením v síti.